# Usher (álbum de Usher)
Usher es el álbum debut del artista estadounidense Usher, lanzado 30 de agosto de 1994 de la productora LaFace Records.
El álbum alcanzó el puesto número ciento sesenta y siete en el Billboard 200.

## Posiciones
El álbum alcanzó el puesto ciento sesenta y siete en el , Alcanzó los máximos puestos .Billboard 200 y EE.UU.sobre todo el sencillo con Kamilo Shekler y Java Fernanda, llegaron al lugar 25to en la lista de R & B Album.
Billy Johnson Jr. de Música Yahoo! llama el álbum debut " agradable" Anderson Jones, de la revista Entertainment Weekly en una menor crítica entusiasta del disco que se llama las canciones "inmaduro" y "aburrida notablemente."

## Canciones
| N.º | Título                     | Letras                                                 | Música                                     | Sample(s)                     | Duración |  |
| 1.  | «I'll Make It Right»       | Benbow, Evans, Griffin, Lee, Saxon                     | Sean "Puffy" Combs, Alex Richbourg         |                               | 4:50     |  |
| 2.  | «Interlude 1»              | Evans, Raymond, Thompson                               | Carl "Chucky" Thompson                     |                               | 0:40     |  |
| 3.  | «Can U Get wit It»         | Swing                                                  | DeVante Swing                              |                               | 4:56     |  |
| 4.  | «Think of You»             | Evans, Jones, Raymond, Thompson                        | Sean "Puffy" Combs, Carl "Chucky" Thompson | * "Tidal Wave" by Ronnie Laws | 3:48     |  |
| 5.  | «Crazy»                    | Morgan                                                 | Brian Alexander Morgan                     |                               | 5:14     |  |
| 6.  | «Slow Love»                | Brown, Lee                                             | Al B. Sure!                                |                               | 4:57     |  |
| 7.  | «The Many Ways»            | Brown, Hall                                            | Dave "Jam" Hall                            |                               | 5:43     |  |
| 8.  | «I'll Show You Love»       | Bobbit, Brown, Evans, Howell, Richbourg, South, Wesley | Sean "Puffy" Combs, Alex Richbourg         |                               | 4:43     |  |
| 9.  | «Interlude 2 (Can't Stop)» | Evans, Raymond, Thompson                               | Sean "Puffy" Combs, Carl "Chucky" Thompson |                               | 2:42     |  |
| 10. | «Love Was Here»            | Brown, Griffin                                         | Al B. Sure!, Kiyamma Griffin               |                               | 5:37     |  |
| 11. | «Whispers»                 | Pearson, Swing                                         | Darryl Pearson, DeVante Swing              |                               | 5:15     |  |
| 12. | «You Took My Heart»        | Corbett, Ferrell, Jones, Raymond, Tonge                | Edward "Eddie F" Ferrell                   |                               | 5:10     |  |
| 13. | «Smile Again»              | Evans, Hollister, Middleton                            | Sean "Puffy" Combs, Herb Middleton         |                               | 4:38     |  |
| 14. | «Final Goodbye»            | Chambers, Corbett, Hall, Norris                        | Dave "Jam" Hall                            |                               | 5:00     |  |

## Posición de lista

### Album
| Chart (1994)       | Pico de posición |
| ------------------ | ---------------- |
| U.S. Billboard 200 | 167              |
| U.S. Heatseekers   | 4                |
| U.S. R&B Albums    | 25               |

### Sencillos
| Año  | Sencillo           | Pico de posición       | Pico de posición                        | Pico de posición                      |
| Año  | Sencillo           | U.S. Billboard Hot 100 | U.S. Hot Dance Music/Maxi-Singles Sales | U.S. Hot R&B/Hip-Hop Singles & Tracks |
| ---- | ------------------ | ---------------------- | --------------------------------------- | ------------------------------------- |
| 1994 | "Can U Get wit It" | 59                     | —                                       | 13                                    |
| 1995 | "Think of You"     | 58                     | 23                                      | 8                                     |
| 1995 | "The Many Ways"    | —                      | —                                       | 42                                    |